# チャールズ・ダウ

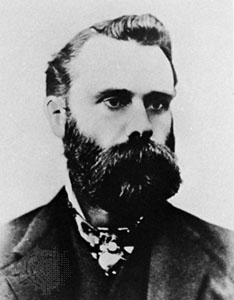
チャールズ・ダウ

チャールズ・ヘンリー・ダウ（Charles Henry Dow, 1851年11月6日 - 1902年12月4日）は、アメリカ合衆国のジャーナリスト・証券アナリスト。

## 略歴
コネチカット州スターリング生まれ。ハイスクールを中退後、新聞記者になる。主にニューヨーク証券取引所での相場に関する記事を執筆し、その取材の経験から「株価は全ての事象を織り込む」というダウ理論を提唱。テクニカル分析の先駆者の一人となる。
1882年にはエドワード・ジョーンズやチャールズ・バーグストレッサーと共にダウ・ジョーンズを設立、当初は手書きの経済ニューズレターをウォール街の経済関係者に配布し始める。このニューズレターがやがて発展し1889年7月に『ウォールストリート・ジャーナル』となる。1896年にはニューヨーク証券取引所の株価動向を示す指標として同紙にダウ・ジョーンズ工業平均株価を掲載し、これは今日に至るまで証券関係者に幅広く活用されるようになった。1902年、ニューヨークのブルックリンで死去。